# 瓜生震
瓜生 震（うりゅう しん/ふるう、1853年7月16日（嘉永6年6月11日）- 1920年（大正9年）1月9日）は、明治から大正時代の実業家、官僚である。通称は雷吉。本姓は多部。幕末の長崎で坂本龍馬の海援隊で活動。明治維新後に工部省鉄道寮の官僚として岩倉使節団に随行し、3年間欧米諸国で過ごした。退官後は実業家として、高島炭鉱長崎事務所支配人、三菱合資会社副支配人、麒麟麦酒役員など三菱財閥の要職を務めたほか、汽車製造会社社長なども務めた。

## 経歴・人物
福井藩士だった多部五郎右衛門の三男として生まれる。実兄は後に官僚を務めた瓜生寅であり、幼少時に兄と共に分家して1856年（安政3年）に瓜生姓を名乗った。その後兄と同じく長崎にて外国人に就いて洋学を学ぶ。1864年9月（元治元年）、兄の寅（三寅）が前島密（巻退蔵）とともに、何礼之の許可を得て苦学生のための私塾・培社を崇福寺境内の広福庵に開設して塾長を務めると、雷吉も前島や同志の生徒たちと勉学に励んだ。同志の学生には、林謙三（のちの安保清康、坂本龍馬の友人）、高橋賢吉（のちの芳川顕正、伊藤博文の友人）、橘恭平（のちの神戸郵便局長）、鮫島誠造（尚信）らがいた。
その後坂本龍馬が率いた海援隊に入隊しその補佐として活動する。明治維新後の1871年（明治4年）には工部省に入省し、鉄道寮にて勤務した。翌1872年（明治5年）に岩倉具視が率いた岩倉使節団の一員として、欧米諸国の視察に携わるため3年間同寮を離れる。1875年（明治8年）に帰国後再度鉄道寮に復帰するが、1877年（明治10年）に退所した。
その後は後藤象二郎が設立した高島炭鉱売炭課長（1881年（明治14年）に三菱財閥に経営譲渡し高島炭鉱長崎事務所支配人に役職名変更）を経て、1893年（明治26年）に同財閥の副支配人を務め、1899年（明治32年）には営業部長に昇格する。1907年（明治40年）に麒麟麦酒取締役となる。1911年（明治41年）には大日本製糖会社の監査役として経営整理強化を提案したが、企業側は受諾を拒否したため再度三菱財閥に勤務した。その後は東京海上保険（現在の東京海上日動火災保険）を経て、汽車製造会社、日本興業銀行等多くの企業に勤め、代表取締役社長等の職にあたった。墓所は青山霊園(1ロ21-31)。